# Kuhjasaaret
Kuhjasaaret är en ö i Finland. Den ligger i sjön Päijänne och i kommunen Sysmä i den ekonomiska regionen  Lahtis ekonomiska region  och landskapet Päijänne-Tavastland, i den södra delen av landet, 140 km norr om huvudstaden Helsingfors. Öns area är 12,6 hektar och dess största längd är 0,7 kilometer i öst-västlig riktning.  Notera att namnet antyder att det är fråga om flera öar.